# 수용영역
수용영역(receptive field) 또는 수용장 또는 감수영역은 한 뉴런을 흥분시킬 수 있는 자극의 영역이다. 후각신경을 흥분하게 하는 화학물질에서부터 시각피질을 흥분시키는 빛의 범위까지 다양한 영역이 모두 수용영역이라 불린다. 더 나아가 합성곱 신경망(CNN)에서 한 노드를 활성화시키는 입력의 영역 역시 receptive field라 불린다.

## 같이 보기
- 감각신경계